# Invictus Games (sportesemény)

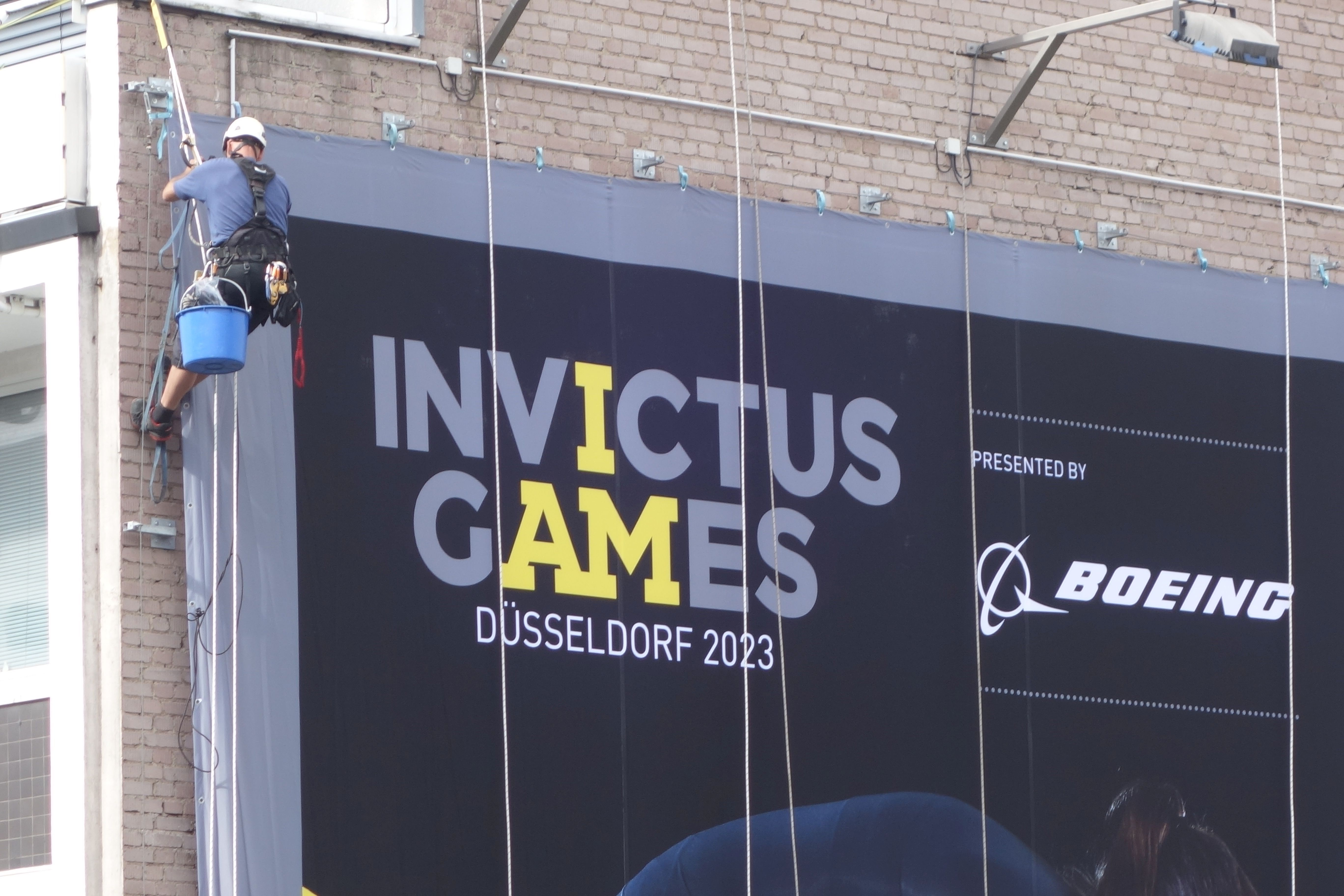
Egy ipari hegymászó által készített nagyméretű plakát elhelyezése a 2023-as düsseldorfi Invictus Games.

Az Invictus Games egy 2014-ben, Henrik brit királyi herceg által alapított sportverseny, amelyen a részt vevő sportolók sérült katonák és veteránok. Többféle sportágban szerveznek mérkőzéseket az esemény során, mint például kerekesszékes kosárlabda, ülőröplabda, vagy beltéri evezés. 
A versenyt a latin invictus, azaz legyőzhetetlen kifejezésről nevezték el. A verseny megalkotását az Amerikai Egyesült Államokban megrendezésre kerülő Warrior Games inspirálta. Az első Invictus Games 2014-ben volt, melyet Londonban, az Erzsébet királyné Olimpiai Parkban tartották 13 nemzet részvételével, Irak nem vett részt az eseményen, bár a meghívottak között volt. 2015-ben nem rendezték meg, 2016-ban Orlando rendezte, 2017-ben Toronto, 2018-ban Sydney.

## Sportágak a 2014-es versenyen
| - Íjászat - Vezetési verseny - Beltéri evezés - Paralimpiai atlétika - Paralimpiai úszás - Súlyemelés - Országúti kerékpározás/Országúti paralimpiai kerékpározás - Ülőröplabda - Kerekesszékes kosárlabda - Kerekesszékes rögbi |